# Funa Nakayama
Pour les articles homonymes, voir Nakayama (homonymie).
Funa Nakayama (中山 楓奈, Nakayama Fūna), née le 17 juin 2005 à Toyama (Japon), est une skateuse japonaise originaire d’Osaka.

## Résultats sportifs
À l'âge de onze ans, elle a gagné une médaille d’argent aux X Games (sports extrêmes), de même deux ans plus tard aux mondiaux de Rome. 
En 2021, alors âgée de 16 ans elle remporte la médaille de bronze en street aux Jeux olympiques d'été de 2020.